# Helandermålet

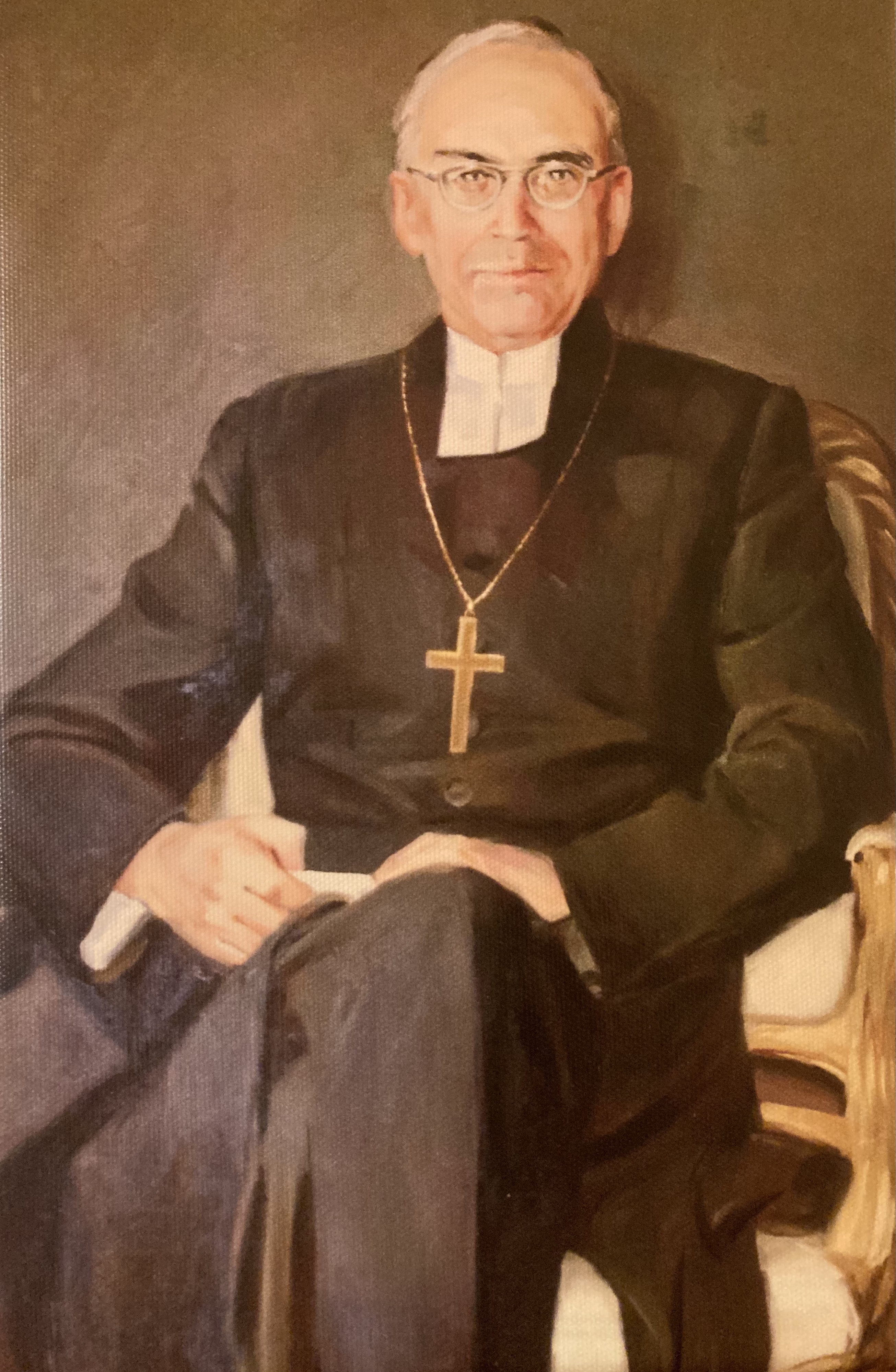
Dick Helander

Helandermålet, även känt under namnet Biskopsbreven och Helanderaffären, var ett svenskt rättsfall vari biskopen och professorn Dick Helander anklagades för att ha skrivit en mängd ärekränkande brev om andra kandidater inför valet till biskopsstolen i Strängnäs 1952. Helander vann valet och i december 1952 blev han utnämnd till biskop i Strängnäs stift. Han tillträdde den 1 januari 1953 och blev vigd till biskop i mars 1953.
Dick Helander blev åtalad för förtal och fälld i Uppsala rådhusrätt den 22 december 1953. Domen överklagades av Helander, men Svea hovrätt fastställde den fällande domen 1954. Högsta domstolen nekade prövningstillstånd varför domen vann laga kraft och Helander blev avsatt från biskopstjänsten. 
Två nådeansökningar lämnas in till kungen – en undertecknad av 24 präster i Strängnäs stift och den andra av 231 lekmän i samma stift – men de avslogs. Helander erbjöds en statlig forskartjänst, som han tackade nej till. Istället lade han all kraft på att skriva en bok om händelserna.
Sju år senare, 1961, beviljade Högsta domstolen en resningsansökan från Helander. En ny rättegång började 1963 och Svea hovrätt beslutade i juli 1964, att ändra den tidigare domen om avsättning till dagsböter. Någon ändring i skuldfrågan gjordes inte. Helander återfick biskopsämbetet, men då han redan uppnått pensionsåldern, kunde han inte få en biskopstjänst. Regeringen beslutade mot bakgrund av den nya domen att Dick Helander skulle erhålla full lön från avsättningsdatum och fram till pensionsåldern 1963 samt därefter erhålla full statlig pension.

## Bakgrund

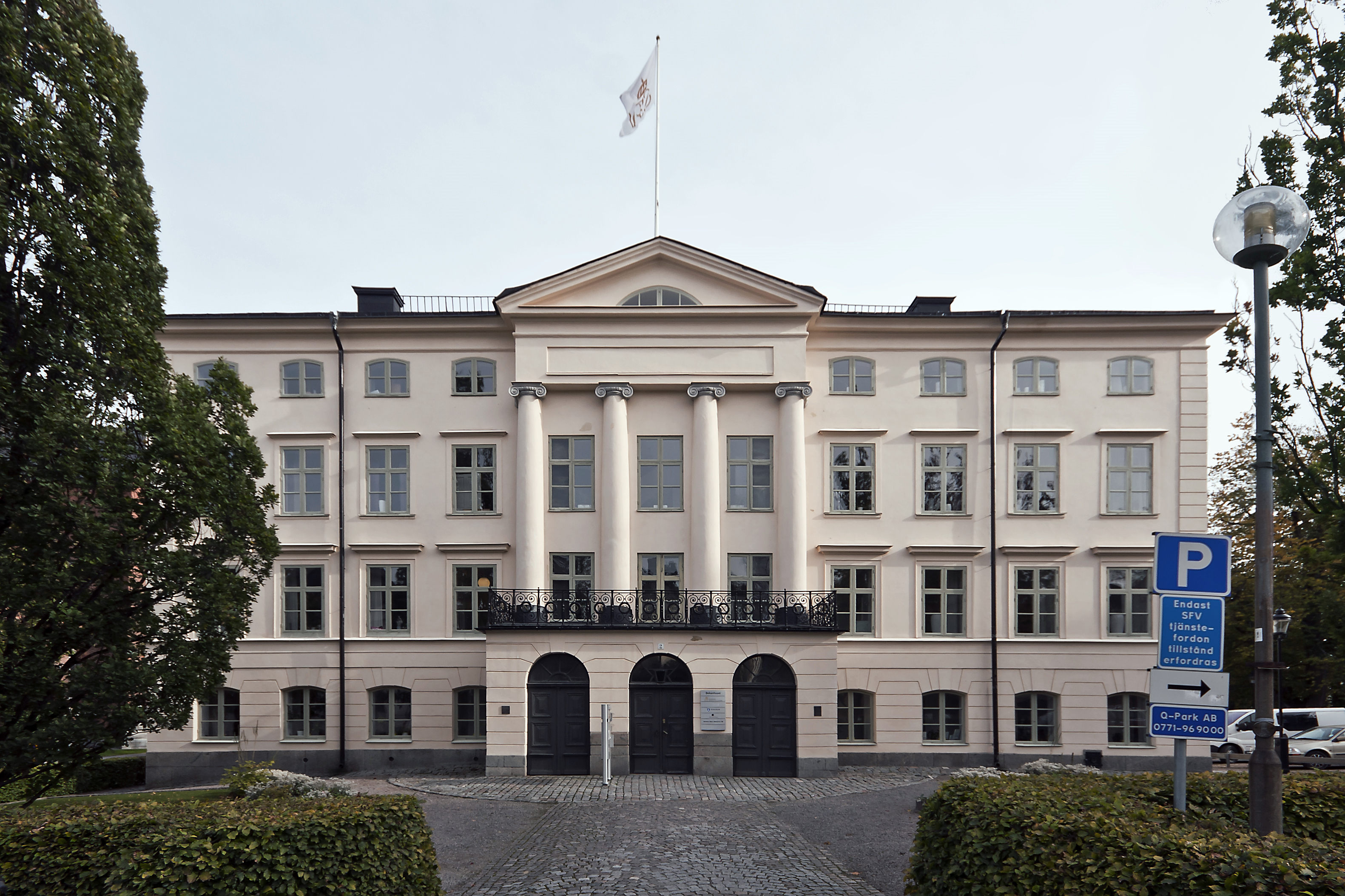
Dekanhuset i Uppsala där något av de anonyma breven skrevs.

I samband med biskopsvalet i Strängnäs stift våren 1952 skickades ett stort antal anonyma brev till prästerna i stiftet. Breven propagerade för Helander som biskop och beskrev ett par andra personer i delvis smädliga ordalag. Under 11 dagar skickades mer än 500 anonyma brev. Det ärekränkande i de anonyma breven ansågs bland annat vara att en av medkandidaterna i biskopsvalet, professor Hjalmar Lindroth, kallades för "intrigör". Den man som polisanmälde breven var en präst i Strängnäs stift, Eric Segelberg, vilken i breven kallades för "stiftets gossen Ruda".
Den fällande domen mot Helander byggde på ett antal indicier. Bland dessa fanns en studie av språket i de anonyma breven. Detta jämfördes med språket i Helanders produktion. Denna undersökning mötte kritik för sin bristande statistiska metod i ett flertal språkstatistiska vetenskapliga artiklar. Ett annat indicium var att breven fastställdes vara skrivna på skrivmaskiner som disponerats av Helander. I utredningen framkom att Helander köpt och låtit reparera skrivmaskiner under antaget namn. Skrivmaskinerna stod allmänt tillgängliga på Carolina Rediviva och Dekanhuset i Uppsala. Ett tredje indicium var de fingeravtryck från Helander som återfanns på de anonyma breven. Bland sammanlagt omkring 600 insamlade brev med kuvert återfanns två–tre stycken fingeravtryck, som ansågs härröra från Helander.
Innan rättegången hölls ett prästmöte med merparten av prästerna i Kumlakontraktet och beslutade att de inte skulle skriva under en sanningsförsäkran om att de inte hade med breven att göra. Helander kände inte till mötet när det hölls, enligt egen utsago.

## Nya omständigheter
År 2002 utfördes på Rudbeckslaboratoriet i Uppsala en DNA-analys av kuvertklistret på de anonyma breven som visade att Helander inte själv slickat igen dem. Om resultatet från denna DNA-analys funnits i samband med rättegångarna på 1950- och 1960-talen hade domen mot Helander förmodligen blivit en annan.